# Кузьминська сільська рада (Зміїногорський район)
Ку́зьминська сільська рада (рос. Кузьминский сельский совет) — сільське поселення у складі Зміїногорського району Алтайського краю Росії.
Адміністративний центр — село Кузьминка.

## Історія
2019 року була ліквідована Нікольська сільська рада, територія увійшла до складу Кузьминської сільради.

## Населення
Населення — 1003 особи (2019; 1300 в 2010, 1917 у 2002).

## Склад
До складу сільської ради входять:
| Населений пункт    | Населення, осіб (2002) | Населення, осіб (2010) |
| ------------------ | ---------------------- | ---------------------- |
| Варшава, селище    | 96                     | 39                     |
| Кузьминка, село    | 815                    | 647                    |
| Нікольськ, село    | 498                    | 333                    |
| Предгорний, селище | 341                    | 149                    |
| Утка, селище       | 167                    | 132                    |